# Faysal
Faysal und auch Faisal ist ein männlicher Vorname.

## Herkunft und Bedeutung
Faysal ist ein männlicher Vorname arabischer Herkunft sowie neben Faisal eine Transkriptionsform des arabischen Namens (arabisch فیصل, DMG Faiṣal) mit der Bedeutung „Der Richter bzw. Schlichter (zwischen gut und böse)“.

## Bekannte Namensträger
- Faysal Alsharaa (* 1986), libyscher Straßenradrennfahrer
- Faysal Dağlı (* 1966), kurdischer Journalist und Schriftsteller
- Faysal El Idrissi (* 1977), französisch-marokkanischer Fußballspieler
- Faysal Shayesteh (* 1991), afghanisch-niederländischer Fußballspieler

### Als Familienname
- Isa Faysal (* 1999), bangladeschischer Fußballspieler